# Michael Dummett

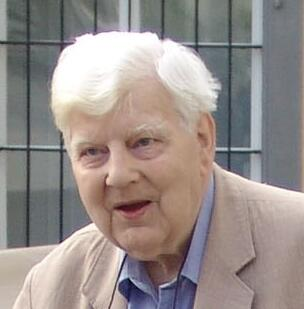
Sir Michael Dummett 2004

Sir Michael Anthony Eardley Dummett (* 27. Juni 1925 in London, England; † 27. Dezember 2011 in Oxford) war ein britischer Philosoph und Logiker.
Er hat maßgebliche Beiträge zur Philosophie der Mathematik, zur Logik, zur Sprachphilosophie, zur Metaphysik und zur Geschichte der analytischen Philosophie geliefert.
Des Weiteren hat Michael Dummett ein Wahlverfahren entwickelt und grundlegende wissenschaftliche Arbeiten zur Kartenspielfamilie Tarock publiziert. Sein weiteres Interesse galt auch dem Ausländerrecht und dem Stil der englischen Sprache.

## Leben
Michael Dummett besuchte zunächst die Sandroyd School in Wiltshire und dann das weiterführende Winchester College in Winchester. Gegen Ende des Zweiten Weltkriegs arbeitete Dummett für den britischen Geheimdienst Secret Intelligence Service in Indien und Malaya. Danach studierte er ab 1947 in Oxford am Christ Church College Philosophie, Politische Wissenschaft und Wirtschaftswissenschaft und wurde dort 1950 Fellow des All Souls College.
Von 1962 bis 1974 war er Dozent für Philosophie und Mathematik. Von 1979 bis 1992 war er in Oxford – als Nachfolger von Alfred Ayer – Wykeham-Professor für Logik und gleichzeitig Fellow am New College.

## Leistungen

### Arbeiten zu Frege
Dummetts erstes bedeutendes Werk war „Frege: Philosophy of language“, in welchem er die philosophische Position von Gottlob Frege auf seine eigene Art deutet. Die Schrift, die mittlerweile den Rang eines Klassikers beanspruchen kann, wird bis heute kontrovers diskutiert. Dummett hat noch weitere Werke zu Frege verfasst und kann wohl als dessen bedeutendster Interpret gelten.

### Sprachphilosophie
Dummett hat gegen die wahrheitskonditionale Bedeutungstheorie von Donald Davidson eingewandt, dass Wahrheit nur dann für den Sprecher relevant ist, wenn dieser sie auch erkennen kann. Mit Davidson und Noam Chomsky führte er zudem eine Diskussion über die Frage, ob der Idiolekt oder die geteilte Sprache einer Sprachgemeinschaft bei der philosophischen Analyse den Vorrang haben sollte.

### Antirealismus
In seinem Werk „Truth and other enigmas“ entwickelt Dummett in Auseinandersetzung mit klassischen realistischen Positionen eine antirealistische Haltung. Diese trägt seiner Meinung nach wesentlich zur Lösung des Leib-Seele-Problems bei. Die Entscheidung für den Antirealismus fällt in Auseinandersetzung mit der Betrachtung von Wahrheit als zweiwertig und unabhängig vom menschlichen Erkennen. In seinem letzten Werk, „Truth and the Past“ (dt. Wahrheit und Vergangenheit) widmet sich Dummett dem Problem, wie sich Antirealismus mit wahren Sätzen über die Vergangenheit vereinbaren lässt.

### Geschichte der analytischen Philosophie
Dummetts drittes großes Werk „Origins of analytic Philosophy“ (dt. Ursprünge der analytischen Philosophie) ist dem Versuch gewidmet, aufzuzeigen, dass neben Frege vor allem Franz Brentano und Edmund Husserl als Vorreiter der analytischen Philosophie betrachtet werden sollten. Dies brach in der Betrachtung der jüngeren Philosophiegeschichte mit der Zweiteilung in britisch und kontinentaleuropäisch.

## Wirkung
Unter Dummetts Schülern ragen vor allem Crispin Wright, Timothy Williamson, Gareth Evans, Hans Sluga und Christopher Peacocke hervor. Jedoch kann nur Wright im engeren Sinne als orthodoxer Schüler gelten. Außerhalb des Kreises seiner Schüler hat Dummett insbesondere auf den Neopragmatismus eingewirkt.

## Auszeichnungen
- 1968: Mitglied der British Academy (1984 ausgetreten; 1995 erneut gewählt)[2]
- 1985: Mitglied der American Academy of Arts and Sciences
- 1990: Mitglied der Academia Europaea[3]
- 1994: Lakatos Award für Frege: Philosophy of Mathematics[4]
- 1995: Rolf-Schock-Preis im Bereich Philosophie
- 1999: Ritterschlag zum Knight Bachelor („Sir“)
- 2010: Lauener Preis für ein herausragendes Werk der analytischen Philosophie

## Tarocchi, Tarot und Tarock
Dummett war ein Gelehrter auf dem Gebiet der Kartenspielgeschichte mit zahlreichen Büchern und Artikeln, insbesondere im Bereich von Tarocchi (italienisch), Tarot (französisch) und Tarock (deutsch). Er war Gründungsmitglied der International Playing-Card Society, in deren Zeitschrift The Playing-Card er regelmäßig Meinungen, Recherchen und Besprechungen aktueller Literatur zum Thema veröffentlichte. Seine historische Arbeit über die Verwendung des Tarotspiels in Kartenspielen, „The Game of Tarot: From Ferrara to Salt Lake City.“, versuchte nachzuweisen, dass die Erfindung des Tarot im Italien des 15. Jahrhunderts angesiedelt war. Er legte den Grundstein für die meisten nachfolgenden Forschungen zum Tarotspiel, einschließlich erschöpfender Berichte über die Regeln aller bisher bekannten Spielformen.
Dummetts Analyse der historischen Beweise legte nahe, dass Wahrsagerei und okkulte Interpretationen im Tarot vor dem 18. Jahrhundert unbekannt waren. Während des größten Teils ihrer aufgezeichneten Geschichte, schrieb er, wurden Tarotkarten verwendet, um ein beliebtes Stichspiel zu spielen, das immer noch in weiten Teilen Europas genossen wird. Dummett zeigte, dass das Tarotspiel Mitte des 18. Jahrhunderts eine große Entwicklung erlebte, einschließlich eines modernisierten Decks mit französischen Farbzeichen und ohne die mittelalterlichen Allegorien, die Okkultisten interessieren. Dies fiel mit einer wachsenden Popularität des Tarot zusammen. „Die hundert Jahre zwischen etwa 1730 und 1830 waren die Blütezeit des Tarotspiels; es wurde nicht nur in Norditalien, Ostfrankreich, der Schweiz, Deutschland und Österreich-Ungarn gespielt, sondern auch in Belgien, den Niederlanden, Dänemark, Schweden und sogar in Russland. Es war in diesen Gebieten nicht nur ein berühmtes Spiel mit vielen Anhängern: Es war während dieser Zeit auch mehr wirklich ein internationales Spiel als je zuvor ...“

## Werke
Philosophie
- Frege: Philosophy of Language (London 1973/1981)
- Wahrheit. Fünf philosophische Aufsätze, übers. und hg. v. Joachim Schulte (Stuttgart [Reclam] 1982) [im Buchhandel leider vergriffen. Enthält den gegen die Wittgensteinsche Spätphilosophie gerichteten programmatischen Aufsatz: Kann und sollte die analytische Philosophie systematisch sein? (S. 185 ff.)]
- Frege: Philosophy of Mathematics (London 1991)
- Elements of Intuitionism (Oxford 1977, 2000)
- The Logical Basis of Metaphysics (London 1991)
- Origins of Analytical Philosophy (London 1993) (dt. Ursprünge der analytischen Philosophie, Suhrkamp, Frankfurt am Main 1997)
- The Seas of Language (Oxford 1993)
- Truth and Other Enigmas (London 1978)
- Truth and the Past (Oxford, 2004) (dt. Wahrheit und Vergangenheit, Suhrkamp, Frankfurt am Main 2005)
- Thought and Reality (Oxford, 2006)
- Voting Procedures (Oxford 1984)
- Principles of Electoral Reform (New York 1997)

Tarot und Tarock
- The Game of Tarot: from Ferrara to Salt Lake City (Duckworth, 1980)
- A Wicked Pack of Cards: The Origins of the Occult Tarot (mit Ronald Decker und Thierry Depaulis, St. Martin’s Press, 1996)
- A History of the Occult Tarot, 1870-1970 (mit Ronald Decker, Duckworth, 2002)
- A History of Games Played with the Tarot Pack (mit John McLeod, E. Mellen Press, 2004)